# Thần Mi
Thần Mi (chữ Hán: 臣靡) là tên một trọng thần có công rất lớn trong việc trung hưng nhà Hạ, ông vốn làm quan thời kỳ Trọng Khang bị Hậu Nghệ lấn lướt khuynh loát quyền hành.
Bấy giờ Trọng Khang có ý đồ hành thích Hậu Nghệ nhưng trong triều mọi người đều là tay chân thân tín của y, duy nhất có mỗi Thần Mi là bề tôi trung thành thường xuyên vào cung để nghị sự với nhà vua. Tuy nhiên mưu kế của vua tôi bất thành vì bị Hậu Nghệ phát giác từ sớm, Thần Mi đưa Trọng Khang chốn chạy ra ngoài bị Hậu Nghệ truy kích khắp nơi. Cuối cùng Trọng Khang nghĩ ngợi buồn rầu nhiều nên phẫn quất quá mà ốm chết trên đường đi, Thần Mi chạy sang nước Châm Tầm phò tá Hạ Tướng mưu đồ phục quốc. Trong thời gia ở đây Thần Mi cầm quân chinh phục một số bộ lạc Đông Di khiến họ phải thuần phục nhà Hạ, nhưng sau đó Hậu Nghệ lại sai Hàn Trác phát binh đánh sang Châm Tầm làm kịch liệt làm Thần Mi phải cùng Hạ Tướng chạy qua nước Châm Quan rồi về nơi Châm Tầm mà Thái Khang trước đã từng đóng đô ở đây xây dựng căn cứ. Hậu Nghệ vẫn không tha tiếp tục xua quân càn quét dồn dập để rồi Hạ Tướng cùng đường phải tự vẫn, còn Thần Mi chạy trốn sang nước Hữu Cách ẩn thân chờ đợi thời cơ.
Khi nhận được tin Thiếu Khang đang ở nước Hữu Ngu thì Thần Mi phái sứ giả sang liên lạc, Thiếu Khang cử con thứ là Vô Dư đến nước Hữu Cách bàn bạc phương án tác chiến. Hai người hoạch định ra nhiều kế hoạch chủ yếu là liên tục giả thua để Hàn Kiêu và Hàn Ế chủ quan khinh địch, sau đó họ phối hợp trong ngoài chia ra 2 mũi tấn công tập hậu tiêu diệt hai nước Quá và Qua. Vì thời đại đó quá xa so với các bộ chính sử sau này nên chi tiết những cuộc hành quân này chỉ không được ghi chép đầy đủ mà chúng ta chỉ tóm lược đại khái như vậy, nhưng nói về công đầu trong việc phục hưng của nhà Hạ thì lịch sử không thể không nhắc đến nhân vật Thần Mi.